# Браминские коршуны
Браминские коршуны (лат. Haliastur) — род хищных птиц из семейства ястребиных (Accipitridae). Распространены в Азии, Австралии и Океании.

## Описание
Два вида — хищные птицы среднего размера с маленькой головой, относительно короткими и широкими крыльями, средней длины закругленным хвостом и короткими, но сильными ногами и пальцами. Коршун-свистун достигает длины от 50 до 60 см и имеет размах крыльев от 120 до 145 см. Браминский коршун немного меньше. Длина его тела составляет 44—52 см, из которых 18—22 см приходится на хвост. Размах крыльев составляет 110—125 см. Половой диморфизм ни у одного из видов не выражен, но самки немного крупнее самцов у обоих видов. Коршун-свистун имеет оперение от песочного до коричневого цвета с пятнами и прожилками, маховые перья — чёрные. Оперение птенцов лишь немного отличается от оперения взрослых птиц. Браминский коршун отличается характерной контрастной окраской, с каштановым оперением, за исключением белой головы и груди, и чёрных кончиков крыльев. Молодые птицы этого вида в целом почти монохромные, черновато-серо-коричневые. Голова, шея и нижняя сторона туловища покрыты пятнами и штрихами светло-коричневого цвета. Таким образом, они похожи на взрослых клинохвостых орлов (Aquila audax), и их можно спутать друг с другом при наблюдении в полевых условиях.
Питаются разнообразной животной пищей, в состав рациона входят мелкие млекопитающие, птицы, рыбы, рептилии, земноводные, ракообразные, насекомые. В некоторых частях ареала и при недостатке пищи важную роль в питании играет падаль. Характерен клептопаразитизм. 

## Классификация
В состав рода включают два вида:
| Изображение | Научное название                     | Русское название  | Распространение                                               |
| ----------- | ------------------------------------ | ----------------- | ------------------------------------------------------------- |
|             | Haliastur indus (Boddaert, 1783)     | Браминский коршун | Индийский субконтинент, Юго-Восточная Азия, Австралия         |
|             | Haliastur sphenurus (Vieillot, 1818) | Коршун-свистун    | Австралия и прибрежные острова, Новая Каледония, Новая Гвинея |